# Sherlock Holmes and the Secret Weapon
Sherlock Holmes and the Secret Weapon  is een Amerikaanse film uit 1943, gebaseerd op het personage Sherlock Holmes. Het is de vierde van de Sherlock Holmes-films met Basil Rathbone als Holmes en Nigel Bruce als Dr. Watson.

## Verhaal
Bij aanvang van de film smokkelt Sherlock Holmes de uitvinder Dr. Frans Tobel vanuit Zwitserland naar Engeland, samen met zijn nieuwste uitvinding, de "Tobel Bombsight" (gelijk aan de echt bestaande Norden Bombsight). Eenmaal in Engeland wordt de dokter echter doelwit van handlangers van Holmes’ aartsvijand, Professor Moriarty, die blijkbaar nog in leven is en nu bondgenoot is van de nazi’s. Holmes kan een ontvoering echter verijdelen.
De volgende dag demonstreert Tobel met succes zijn bombsight aan Sir Reginald Bailey en het Britse ministerie. Hij staat toe dat de Britten zijn uitvinding gebruiken tegen de Duitsers, maar staat erop dat hij als enige het geheim achter het wapen mag kennen. Daarna splitst Tobel in het geheim zijn uitvinding op in vier stukken, en geeft die aan vier Zwitserse wetenschappers die nu in Londen wonen. Kort hierna ontvangt Holmes bericht van Scotland Yard dat Tobel is verdwenen. Tobel heeft echter wel een bericht achtergelaten geschreven in een substitutieversleuteling (gelijk aan die in het verhaal The Adventure of the Dancing Men).
Holmes kraakt de code en vindt Tobel. In de climax van de film confronteert Holmes Moriarty in een theater. Holmes wordt aanvankelijk door hem gevangen, maar kan door tussenkomst van Watson en de politie weer ontsnappen. Moriarty valt wanneer hij probeert te vluchten in een valluik dat Holmes expres open had laten staan, en lijkt hierbij om te komen.

## Rolverdeling
| Acteur           | Personage           |
| ---------------- | ------------------- |
| Basil Rathbone   | Sherlock Holmes     |
| Nigel Bruce      | Dr. Watson          |
| Lionel Atwill    | Professor Moriarty  |
| Kaaren Verne     | Charlotte Eberli    |
| William Post Jr. | Dr. Franz Tobel     |
| Dennis Hoey      | Inspecteur Lestrade |
| Holmes Herbert   | Sir Reginald Bailey |
| Mary Gordon      | Mrs. Hudson         |

## Achtergrond
Dit was de eerste Sherlock Holmes-film met Dennis Hoey als Inspecteur Lestrade; de inspecteur van Scotlan Yard die vooral als vrolijke noot dient in de films. Lionel Atwill speelde eerder al mee in de film The Hound of the Baskervilles als Dr. Mortimer. Dit is de tweede van de Basil Rathbone Sherlock Holmes-films waarin Moriarty meedoet.